# 老千：神之手
《千王新世紀》（韓語：타짜: 신의 손），是一部2014年上映的韓國电影。《千王新世紀》是2006年電影《老千》的續集，改編自漫畫家許英萬的同名漫畫，是由姜炯哲執導，由崔勝鉉、申世景、李荷妮等主演的韓國犯罪電影。
影片講述了心性像叔叔高尼、從小就展現不同于常人的巧手和好勝心的咸大吉（崔勝鉉飾）進入老千世界後，經歷多次命懸一線的賭博的故事。

## 劇情簡介
高尼的侄子咸大吉（崔勝鉉飾）也是個天生賭手，咸大吉本來在小鄉村出生，大吉的爺爺賭錢被千，被混混幽靈威脅。大吉為了保護爺爺傷了幽靈，無奈決定離開初戀（申世京飾）跑路去江南區找表哥「查理」。
因受到老闆高章賞識，讓大吉去做賭場服務生，混的順風順水賺了很多錢。期間愛上了來賭場賭博的寡婦禹智妍社長。在高老闆一次計劃的騙局目標是智妍。高章拿出所有的錢讓大吉、另一個老千徐室長，放貴利的小姨子，以及欠錢的宋老闆一起組局，大家商量好輸給禹社長30億，然後騙她手裡的100億。大吉看到禹社長錢都輸光了，忍不住告知她真相，警告她不要再來了。沒想到幾天後於智妍再一次出現在賭場，並在眾人耍千的時候贏光了所有的錢。為了還輸掉的錢，大吉和查理來到張東植的地盤賭博，沒想到來陪著打牌的美女正是許美娜。兩人一路狂輸，大吉被廢了右手，失去了一個腎。許美娜出現告訴他出賣他的人是查理，賭局從禹智妍開始就是徐室長出賣高章的陰謀，並給錢讓他跑路。
大吉在路邊的小攤因手被傷了出千時很輕易的被發現了，高光烈救了他，咸大吉便跟著高光烈學習賭術。之後相繼向徐室長和宋老闆復仇，並串通禹智妍舉報張東植的不法資金。最終大吉跟美娜與張東植一行人賭牌，為防作弊，阿鬼要求所有人脫衣服。最後大吉跟美娜獲勝，贏到高額賭金，大吉將牌丟棄，決心棄賭。

## 角色
| 演員   | 角色   | 角色介紹                             |
| 崔勝鉉 | 咸大吉 | 高尼的外甥，拜高光烈為師。           |
| 申世景 | 許美娜 | 咸大吉的女友。                       |
| 高俊   | 幽靈   | 阿鬼的姪子。替張東植管理地下賭場。   |
| 李荷妮 | 禹智妍 | 有錢寡婦。老千。                     |
| 郭道元 | 張東植 | 地下賭場的社長，老千。               |
| 金允錫 | 阿鬼   | 三大老千之一。                       |
| 李璟榮 | 高章   | 賭場老闆。                           |
| 朴孝珠 | 小老闆 | 高章的小姨子。                       |
| 吳正世 | 徐室長 | 小老闆的老公。                       |
| 高水熙 | 宋老闆 | 老千。                               |
| 柳海真 | 高光烈 | 高尼的搭檔。後因保護咸大吉墜樓而死。 |
| 金吝勸 | 許光哲 | 許美娜的哥哥。                       |
| 李東輝 | 查理   | 咸大吉的表哥。                       |